# PULLTOP
PULLTOP（プルトップ）為WillPlus有限公司旗下的品牌、軟體製作位置為東京開發室。

## 概要
2002年時，以椎原旬為主的原Leaf社成員於東京開發室所成立的品牌，過去的作品由椎原旬以及藤原々々兩人交互發表，現今兩人皆已離開公司。
2012年8月10日成立姐妹品牌「PULLTOP LATTE」（プルトップ・ラテ），隨後此品牌處女作發布製作消息，於同年12月14日發售。

## 沿革
- 2002年6月28日PULLTOP社推出處女作「とらかぷっ！」。[3]
- 2006年4月28日推出第5作「PRINCESS WALTZ」[4]，並獲得「美少女遊戲賞2006」的媒體支持賞[5]，同年11月24日推出第6作「遥かに仰ぎ、麗しの」[6]，並獲得「美少女遊戲賞2007」的總大賞、背景音樂賞、純愛系作品賞、劇本賞、玩家支持賞，共5個獎項。[7]
- 2008年8月29日推出第7作「てとてトライオン!」[8]，並獲得「美少女遊戲賞2008」劇本賞的優秀賞。[9]
- 2012年5月25日推出第11作「この大空に、翼をひろげて」[10]，並獲得「2012年萌系遊戲大賞」的玩家支持銀獎、劇本獎、BGM獎、角色設計獎共三項金獎，最終獲得年度金獎。[11]
- 2013年1月25日推出第11作Fan disc「この大空に、翼をひろげて FLIGHT DIARY」[12]，並獲得「2013年萌系遊戲大賞」Fan disc金獎。[13]
- 2014年7月25日推出第11作的miniFan disc「この大空に、翼をひろげて snow presents」[14]，並獲得「2014年萌系遊戲大賞」3D賞的金獎。[15]
- 2015年12月18日推出第13作「見上げてごらん、夜空の星を」[16]，並獲得「2015年萌系遊戲大賞」的準大賞。[17]

## 作品一覽

### PULLTOP
| #      | 發售日期       | 日文原名                               | 中文譯名                          | 原畫                               | 劇本                                         |
| ------ | -------------- | -------------------------------------- | --------------------------------- | ---------------------------------- | -------------------------------------------- |
| 1      | 2002年6月28日  |                                        |                                   | たけやまさみ                       | 椎原旬、下原正                               |
| 2      | 2003年5月30日  | 夏少女                                 | 夏少女                            | 藤原々々                           | SHARED、椎原旬、下原正                       |
| 3      | 2004年5月28日  | お願いお星さま                         | 綺願幸運星                        | たけやまさみ                       | 椎原旬、下原正、 林ふみと、朝妻ユタカ        |
| 4      | 2005年3月25日  | ゆのはな                               | 雪之華                            | 藤原々々                           | 丸谷秀人、J・さいろー、 十睡みちたか、椎原旬 |
| 5      | 2006年4月28日  | PRINCESS WALTZ                         |                                   | たけやまさみ                       | 椎原旬、下原正                               |
| 6      | 2006年11月24日 | 遥かに仰ぎ、麗しの                     | 遙仰凰華                          | 藤原々々                           | 丸谷秀人、健速                               |
| 7      | 2008年8月29日  | てとてトライオン!                      | 心手相連獅子崎                    | たけやまさみ                       | 椎原旬、下原正、 十睡みちたか、御剣ヒロ      |
| 8      | 2009年12月11日 | しろくまベルスターズ♪                  | 白熊鈴星群                        | 藤原々々                           | J・さいろー、丸谷秀人、御剣ヒロ              |
| 9      | 2010年10月29日 | 恋神 -ラブカミ-                        | 戀神                              | 八島タカヒロ、基井あゆむ           | 阿羅本景、木緒なち、御剣ヒロ                 |
| 10     | 2011年10月28日 | 神聖にして侵すべからず                 |                                   | 仁之丞                             | 丸谷秀人、十睡みちたか                       |
| 11     | 2012年5月25日  | この大空に、翼をひろげて               | 在這蒼穹展翅                      | 八島タカヒロ、基井あゆむ           | 紺野アスタ、 七烏未奏、奥田港                |
| 11 FD  | 2013年1月25日  | この大空に、翼をひろげて FLIGHT DIARY  | 在这苍穹展翅吧番外篇之飞行日志    | 八島タカヒロ、基井あゆむ           | 紺野アスタ、 七烏未奏、奥田港                |
| 12     | 2013年10月25日 | ココロ@ファンクション!                 |                                   | 基井あゆむ、ひなたもも             | なたけ、高嶋栄二、八璃                       |
| 11 SP  | 2014年7月25日  | この大空に、翼をひろげて snow presents | 在這蒼穹展翅 snow presents        | 八島タカヒロ                       | 紺野アスタ、御剣ヒロ                         |
| 12 FD  | 2014年11月28日 | ココロ＠ファンクション！ NEO           |                                   | 基井あゆむ、むー、ひなたもも       | 高嶋栄二、なたけ、御剣ヒロ、八璃             |
| 13     | 2015年12月18日 |                                        | 仰望夜空的星辰                    | 八島タカヒロ、基井あゆむ           | 紺野アスタ、高嶋栄二                         |
| 13 FD  | 2016年5月27日  |                                        | 仰望夜空的星辰 FINE DAYS          | 八島タカヒロ、基井あゆむ、ベコ太郎 | 紺野アスタ、高嶋栄二、折畑啓助               |
| 14     | 2017年6月30日  |                                        | Pure Song Garden!                 | 基井あゆむ、marui、ベコ太郎        | 高嶋栄二、なたけ、紺野アスタ、不動尊         |
| 9 SP   | 2017年10月27日 | Love Kami -Sweet Star-                 | 戀神 -神之舞台-                   | 水野早桜                           | 高嶋栄二、なたけ                             |
| 9 SP2  | 2017年10月27日 | Love Kami -Trouble Goodes-             | 戀神 -無用女神-                   | 水野早桜                           | 比野錬火                                     |
| 15     | 2018年3月30日  |                                        | 碧海晴空，彼岸相连                | 八島タカヒロ、ヤマシタコウジ       | 紺野アスタ                                   |
| 13 FD2 | 2018年6月29日  |                                        | 仰望夜空的星辰 Interstellar Focus | 八島タカヒロ、基井あゆむ、ベコ太郎 | 紺野アスタ                                   |
| 16     | 2019年3月29日  |                                        |                                   | 柚夏、米白粕、あなぽん、るちえ     | 桃ノ雑派、若葉祥慶、甲二、須々木鮎尾         |
| 17     | 2020年8月28日  |                                        | 昔日旅人、余生相攜                | 八島タカヒロ                       | 紺野アスタ                                   |
| 9 SP3  | 2021年3月26日  | Love Kami -Pureness Harem-             | 戀神 -治癒後宮-                   | 水野早桜                           | 高嶋栄二、日野練火                           |

### PULLTOP LATTE
- 2012年12月14日 - 她和我和戀人。
- 2014年3月28日 -
- 2014年10月31日 -
- 2015年3月27日 - 未來女友
- 2016年6月24日 -
- 2017年3月24日 -
- 2020年6月26日 -
- 2025年10月31日 -

### PULLTOP Air
- 2015年5月29日 - 夏色食譜

## 主要成員

### 在職成員
- 八島タカヒロ（日语：八島タカヒロ）　※製作、畫師。
- さえきそれなり　※網頁製作。
- Yow　※製作。

### 過去的成員
- 椎原旬　※代表兼腳本。2010年辭職、現在為SEVEN WONDER（日语：ぺんしる）的成員。
- 下原正　※腳本。2010年辭職、現在為SEVEN WONDER的成員。
- たけやまさみ　※畫師。2010年退社、2010年辭職、現在為SEVEN WONDER的成員。
- 朝妻ユタカ　※監督。2011年辭職。
- 御剣ヒロ　※腳本。2011年辭職。
- 夏桜　※製作。2011年辭職。
- まーと　※製作。2011年辭職。
- 藤原々々（日语：藤原々々）　※製作、畫師。

## 外部連結
- PULLTOP官方網站（页面存档备份，存于）（日語）
- PULLTOP Twitter（页面存档备份，存于）（日語）（日語）
- PULLTOP LATTE官方網站（页面存档备份，存于）（日語）
- PULLTOP LATTE Twitter（页面存档备份，存于）（日語）